# 1630 год в России
Царствование: 1613—1645 — Михаила Фёдоровича

## События
- 14 июля — у царя родилась третья дочь и четвёртый ребёнок Анна (1630—1692; в постриге Анфиса)[1].
- 1630—1632 — начинается производится военная реформа по образцу Полки иноземного строя. Сформировано 6 солдатских и 1 рейтарский полк[2].
- Патриарх Филарет повелел составить «Новый летописец» — официальную историю Русского государства с конца правления Ивана IV[3].
- По царскому повелению останки Дмитрия Ивановича Угличского переносят в серебряную раку[4].
- С 1630-х — казаки, стремясь избежать произвола польско-литовской шляхты, стали поступать на службу русскому царю и переселяться главным образом с семьями в пограничные города Русского государства (Белгород, Валуйки, Кромы, Курск, Путивль, Рыльск, Чугуев и др.)[5].
- Бунт части татар-чатов во главе с мурзой Тарлавом против русской власти в Сибири. Вооружённые действия русского гарнизона Томска против коалиции чатских татар и Кучумовичей. Мурзой Тарлавом основано село Чингис.
- Переговоры с посольствами: Венгерское королевство, Османская империя и Нидерланды[6].
- Переговоры с посольством Швеции[7].
- Землепроходцы Бугор Василий Ермолаевич, Галкин Иван Алексеевич и Бекетов Пётр Иванович обследовали большую часть бассейна р. Лена[8].
- Пожалован в Думные дьяки: Гавренёв Иван Афанасьевич[9].
- Пожалованы окольничеством: Прозоровский Семён Васильевич, Стрешнев Лукьян Степанович[10].

## Города и поселения
- 1630—1632 — реконструировалась Каргопольская крепость[11].
- 1630—1633 — в Саратове возведён новый острог (периметр 1650 м, 9 башен)[12].
- Возле Ирбита в Зауралье выстроен железоделательный завод[3].
- Открылась мануфактура парчовых тканей голландца Фирмбрандта[3].
- Казаки енисейского атамана Ивана Галкина основали на притоке Ангары, Илиме, Илимский острог и с помощью тунгусов открыли волоковый путь с Енисея через Илим на верховья Лены[13].
- В Устюжне изготовлены решётки для башен Московского кремля[14].

## Руководители приказов
| Года      | Приказ              | Ф,И,О главы                     | Примечания          |
| --------- | ------------------- | ------------------------------- | ------------------- |
| 1629-1630 | Новая четверть      | Измайлов Артемий Васильевич     |                     |
| 1626-1630 | Посольский приказ   | Телепнёв Ефим Григорьевич       |                     |
| 1622-1642 | Большой казны       | Черкасский Иван Борисович       | За исключением 1638 |
| 1622-1642 | Иноземский приказ   | Черкасский Иван Борисович       | За исключением 1638 |
| 1622-1642 | Стрелецкий приказ   | Черкасский Иван Борисович       | За исключением 1638 |
| 1622-1627 | Аптекарский приказ  | Черкасский Иван Борисович       |                     |
| 1624-1634 | Казанского дворца   | Черкасский Дмитрий Мамстрюкович |                     |
| 1630-1661 | Разрядный приказ    | Гавренёв Иван Афанасьевич       | Думный дьяк         |
| 1627-1630 | Монастырский приказ | Годунов Матвей Михайлович       |                     |
| 1628-1631 | Сыскной приказ      | Годунов Матвей Михайлович       |                     |

## Воеводы[18]
| Года      | Город     | Ф,И,О воеводы                             | Примечания |
| --------- | --------- | ----------------------------------------- | ---------- |
| 1629-1630 | Алаты     | Александров Иван                          | Можаитинин |
| 1629-1630 | Алатырь   | Головачёв Дмитрий Михайлович              |            |
| 1629-1630 | Арзамас   | Оболенский Венедикт Андреевич             |            |
| 1629-1630 | Арск      | Шушерин Константин Никитич                |            |
| 1629-1630 | Астрахань | Куракин Фёдор Семёнович                   |            |
| 1630      | Балахна   | Дворянинов Борис Семёнович                |            |
| 1626-1631 | Берёзов   | Пушкин Воин Тимофеевич                    |            |
| 1630      | Болхов    | Лодыженский Иван Яковлевич                | Стольник   |
| 1628-1630 | Брянск    | Бутурлин Фёдор Матвеевич                  | Стольник   |
| 1630-1633 | Брянск    | Ромодановский Василий Григорьевич Большой | Стольник   |
| 1630      | Бежецк    | Волконский Юрий Фёдорович                 |            |
| 1628-1630 | Белгород  | Еропкин Иван Фёдорович                    |            |
| 1629-1630 | Белёв     | Маслов Александр Иванович                 |            |

## Родились
- Анна Михайловна (14 июля 1630 — 27 октября 1692) — царевна, дочь царя Михаила Фёдоровича и его второй жены Евдокии Лукьяновны.
- Волконский, Федул Фёдорович (25 апреля 1630 — 11 мая 1707) — стольник и окольничий; единственный сын воеводы и дипломата, князя Фёдора Волконского-Шерихи.
- Котошихин, Григорий Карпович (1630—1667) — чиновник Посольского приказа, перебежавший в Швецию.
- Разин, Степан Тимофеевич (около 1630 года, станица Зимовейская на Дону — 6 [16] июня 1671, Москва) — донской казак, предводитель восстания (1670—1671).

## Умерли
- Морозов, Василий Петрович (ум. 1630) — военный и государственный деятель, окольничий, боярин, воевода.